# Valle de Arana
El Valle de Arana (cooficialmente en euskera: Harana) es un municipio español situado en la parte oriental de la comarca de la Montaña Alavesa, en la provincia de Álava, comunidad autónoma del País Vasco. Limita con los municipios alaveses de Campezo, Arraya-Maestu y la parzonería de Encía; y con los navarros de Larraona, Lana y la facería de la sierra de Lóquiz. Por su término discurre el río Uyarra.
El municipio aranés comprende los núcleos de población de San Vicente de Arana —el más habitado—, Contrasta, Ullíbarri-Arana y Alda —capital municipal—.

## Toponimia
El término Valle de Arana es un tautopónimo y parece tener paralelismo con el Valle de Arán. Su significado sería Valle del Valle, ya que (h)arana significa también el valle en lengua vasca.
En 2002 se publicó la carta puebla de fundación de la villa de Contrasta, que había permanecido perdida hasta aquel entonces. En ese documento se indica que Contrasta fue fundada sobre una aldea anterior que se llamaba Arana y cabe pensar que esta aldea fue la que dio el nombre al valle en su conjunto. En este caso ''arana'' podría estar relacionado con valle, pero también con ciruela/o.

## Historia

### Restos arqueológicos
El municipio cuenta con varios yacimientos arqueológicos que datan del periodo del Eneolítico-Bronce, que indican que el valle ya estaba poblado hace miles de años. En el término de Alda se encuentran los yacimientos de Iturriaga, Salbarte y Pecho Txikito. En Contrasta el de Lamikela y en el término de San Vicente de Arana, el de Obenkun. El resto más destacado de la presencia romana en el territorio se encuentra en la ermita de Nuestra Señora de Elizmendi, en Contrasta, cuyos muros fueron construidos en parte utilizando lápidas romanas. Del Medievo destaca una estela discoidal que se halla en Irachala, en el término de Contrasta.

### La fundación de Contrasta como villa fronteriza
En el documento de la Reja de San Millán de 1025, que cita las poblaciones y distritos que formaban el territorio de Álava no figura ninguna de las poblaciones del Valle de Arana, por lo que se infiere de este hecho que el valle no formaba parte del territorio conocido como "Álava nuclear", sino que en aquel entonces era un territorio integrado totalmente en la Corona pamplonesa. La ligazón del Valle de Arana a Álava y al Reino de Castilla se produce a partir de la conquista de Álava y Guipúzcoa en 1200 por parte de Castilla, que arrebata estos territorios al Reino de Navarra, momento en el que el Valle de Arana queda convertido en comarca fronteriza en manos castellanas.
La población de Contrasta se encuentra situada en la zona más estrecha de la entrada oriental del valle de Arana, cerrándolo por este extremo. Está emplazada sobre un promontorio a unos 825 m de altitud en un asentamiento privilegiado, que le permite dominar no solo el valle de Arana hacia el oeste, sino también el vecino valle navarro de las Améscoas, hacia el este. Es lógico pensar que era la ubicación idónea para que los castellanos fundaran una villa que protegiera ese flanco de la frontera con Navarra y los caminos que desde Campezo iban hacia Navarra por Larraona y a la llanada alavesa por el puerto de Iturrieta. Como típica villa medieval, Contrasta estuvo amurallada, con una torre al norte, hoy desaparecida, y una iglesia-fortaleza al sur. Su casco presentaba tres calles paralelas comunicadas por cantones.
Hasta fechas recientes se sabía sin mucho mayor detalle que Contrasta había recibido el fuero como villa de realengo por parte del rey Alfonso X en la segunda mitad del siglo XIII y su primera mención escrita era una carta del obispo Jerónimo Aznar datada en 1257. En el año 2002 la investigadora Eider Villanueva sacó a la luz la carta de fundación de Contrasta, por lo que se probaba que Contrasta recibió el 12 de octubre de 1256 el Fuero de Vitoria, que igualaba fiscalmente a labradores, clérigos e hidalgos. El día de mercado se estableció en miércoles y el rey se reservó el patronato eclesiástico. También se supo que Alfonso X fue quien puso el nombre a la villa, Contrasta, que deriva del latín (contrasta=resistencia) y que la población se asentó sobre una aldea anterior que se llamaba Arana; y que presumiblemente habría dado su nombre a todo el valle.
Bajo la autoridad de la villa quedaron las aldeas de Alda y Ullíbarri-Arana.

### La fundación de San Vicente de Arana
El origen de la villa de San Vicente de Arana se encuentra en un pueblo ya desaparecido de nombre Berberiego, situado a medio camino entre San Vicente de Arana y Oteo. Berberiego fue una población de cierta importancia entre los siglos XII y XIII, siendo la cabeza de uno de los cuatro arcedianatos en los que se dividía la diócesis de Calahorra. Sus habitantes estaban sometidos al dominio señorial y sujetos al pago de tributos y servidumbre a sus señores, por lo que a finales del siglo XIII o principios del XIV, para escapar de esos abusos, decidieron abandonar en masa la población y establecerse unos kilómetros hacia el norte en territorio de realengo, donde constituyeron bajo protección real una nueva población en torno a una iglesia o ermita preexistente, la iglesia de San Vicente. Este traslado fue realizado con la aquiescencia del rey Fernando IV durante su reinado (1295-1312). Frustradas sus rentas, sus antiguos señores acosaron, sin éxito, a los campesinos para forzarlos por todos los medios a que regresaran a sus primitivos solares, mediante robos y asesinatos. De esta forma nació la cuarta población del valle.
El nacimiento de San Vicente causó un pleito jurisdiccional, ya que la nueva población a pesar de ser de patronazgo real se había creado en territorio que Contrasta consideraba que le había sido asignado como parte de su jurisdicción en la carta de 1256. Hay constancia de un pleito entre Contrasta y San Vicente, ya que la primera consideraba que según sus fueros, San Vicente le estaba subordinada como aldea dependiente y por tanto sus pleitos debía juzgarlos el alcalde de la villa de Contrasta. Los habitantes de San Vicente solicitaron a la corona que les concediera el fuero como villa, a cambio de amurallarla a sus expensas. Aunque lograron la carta puebla hacia 1312-1319, siguieron teniendo que pagar algunos tributos a Contrasta. Finalmente el pleito fue zanjado en 1326 cuando el rey Alfonso XI mandó que San Vicente de Arana también se convirtiera en villa independiente con el mismo estatus jurídico que Contrasta, adjudicándole el mismo fuero de Vitoria.

### Dominio señorial del valle
En 1367 durante la primera guerra civil castellana, Contrasta volvió durante un breve periodo de tiempo a manos navarras, en cumplimiento de una promesa de devolución que hicieron los dos contendientes castellanos para granjearse el apoyo de Carlos II de Navarra. Sin embargo, al poco retornó de nuevo a pertenecer al realengo castellano aunque solo por un breve periodo. Enrique II de Castilla, quien se proclamó vencedor del conflicto civil castellano, entregó hacia 1370 la villa como señorío a uno de sus vasallos, el alavés Rui Fernández de Gaona. Según una crónica de Pedro López de Ayala, Fernández de Gaona habría salvado la vida del rey Enrique II en la Batalla de Nájera al prestarle su caballo. Desde entonces hasta el siglo XIX, la historia del valle estuvo ligado al dominio señorial y a los descendientes de Rui Fernández de Gaona.
El siglo XV estuvo plagado de luchas entre los señores feudales y entre estos y sus vasallos, agrupados en hermandades. En el siglo XV el señorío de Contrasta y Arana pasó por matrimonio al poderoso linaje guipuzcoano de la casa de Lazcano, al casar la señora Elvira de Gauna con Juan López de Lazcano. Hacia 1417 Elvira y Juan López de Lazcano intentaron hacerse con el control de San Vicente de Arana. Aliados los de San Vicente con los de Contrasta y con las hermandades de Álava vencieron a los señores matando a su merino y conquistaron la fortaleza de Contrasta, pero un pleito posterior confirmó la posesión de los Lazcano sobre Contrasta y sus aldeas, no así sobre San Vicente. El segundo de los Lazcano en el señorío, Juan López de Lazcano, de igual nombre que su padre, cruel con sus vasallos y contra otros nobles, también tuvo un enfrentamiento armado contra sus vasallos y fue cercado en 1479 en su torre de Contrasta por las Hermandades de Álava, siendo quemado junto con su fortaleza. A pesar de esta derrota la Corona confirmó de nuevo el señorío de los Lazcano sobre Contrasta. Estos trasladaron su residencia a partir de 1479 a Ullíbarri-Arana donde construyeron un palacio. Los Lazcano trataron en el siglo XVI de extender su dominio, esta vez mediante pleitos legales, sobre San Vicente de Arana, pero los reyes confirmaron siempre los privilegios de San Vicente de Arana y esta villa se mantuvo siempre como parte del realengo.
El linaje de los Lazcano se mantuvo hasta finales del siglo XVII en que le suceden los Espinar-Lazkano y posteriormente los Arteaga. A finales del siglo XVII era señor de Contrasta, Ullibarri y Alda el marqués de Campovillar.
Ullíbarri-Arana y Alda permanecieron bajo la jurisdicción de Contrasta hasta mediados el siglo XVII, cuando el rey Felipe IV les autorizó a separarse por Real Cédula en 1654, bajo el título de villa, siendo Alda aldea dependiente de Ullíbarri-Arana.

### Edad Contemporánea
En el siglo XIX se elimina el dominio señorial sobre Contrasta, Ullíbarri y Alda; y los pueblos que componen el valle se convierten en municipios constitucionales. Se constituyeron tres municipios en el valle a partir de las tres villas que existían en el Antiguo Régimen: Contrasta, San Vicente de Arana y Alda. En el último caso, aunque Alda había sido históricamente una aldea dependiente de Ullíbarri-Arana, al constituirse la villa en municipio, tomó el nombre de Alda por ser la mayor de las dos poblaciones que lo formaban.
El actual municipio del Valle de Arana fue fundado el 19 de julio de 1942 por la fusión de los tres municipios. La capitalidad se estableció en Alda, ya que ocupa una posición central en el valle y era a su vez la cabecera del municipio más poblado de los tres que se integraron en el nuevo municipio. Cuando se constituyó el nuevo municipio, contaba con cerca de 800 habitantes, en las décadas entre 1950 y 1980, la población del municipio disminuyó a menos de la mitad, al producirse una emigración de parte de su población a centros urbanos, principalmente Vitoria. En la actualidad la población del municipio es una cuarta parte de la que tenía hace ochenta años y además es el municipio más envejecido de la provincia de Álava con más de un 40 % de su población superando los 65 años de edad.

## Demografía
Valle de Arana cuenta con una población de 214 habitantes (INE 2024).
| Gráfica de evolución demográfica de Valle de Arana entre 1950 y 2021 |
| |
| Población de derecho según los censos de población del INE Población de hecho según los censos de población del INEEn estos censos se denominaba Valle de Arana: 1960, 1970, 1981 y 1991 Entre el censo de 1950 y el anterior, aparece este municipio porque se fusionan los municipios 01500 (Alda), 01509 (Contrasta) y 01526 (San Vicente de Arana) |

## Administración y política

### Gobierno municipal
| Partido político                                              | 2015  | 2015       | 2011  | 2011       | 2007  | 2007       | 2003        | 2003        | 1999  | 1999       | 1995  | 1995       |
| Partido político                                              | %     | Concejales | %     | Concejales | %     | Concejales | %           | Concejales  | %     | Concejales | %     | Concejales |
| Euzko Alderdi Jeltzalea-Partido Nacionalista Vasco (EAJ-PNV)  | 68,18 | 5          | 71,51 | 5          | 71,07 | 6          | 63,09       | 5           | 42,37 | 3          | 50,59 | 4          |
| Euskal Herria Bildu (EH Bildu)-Bildu                          | 24,68 | 2          | 12,85 | 1          | —     | —          | —           | —           | —     | —          | —     | —          |
| Partido Popular del País Vasco (PP)                           | 6,49  | 0          | 13,97 | 1          | 23,35 | 1          | 32,02       | 2           | 27,54 | 2          | 24,09 | 2          |
| Partido Socialista de Euskadi-Euskadiko Ezkerra (PSE-EE PSOE) | —     | —          | 1,68  | 0          | 3,55  | 0          | 2,93        | 0           | —     | —          | —     | —          |
| Unidad Alavesa (UA)                                           | —     | —          | —     | —          | —     | —          | 0,00        | 0           | 16,53 | 1          | 16,21 | 1          |
| Euskal Herritarrok (EH)-Herri Batasuna (HB)                   | —     | —          | —     | —          | —     | —          | Ilegalizado | Ilegalizado | 12,29 | 1          | 8,03  | 0          |

### Organización territorial
Los cuatro concejos que componen el municipio son:
| Concejo              | Nombre oficial                            | 2000 | 2005 | 2010 | 2015 | 2019 |
| -------------------- | ----------------------------------------- | ---- | ---- | ---- | ---- | ---- |
| Alda                 | Alda                                      | 52   | 56   | 40   | 31   | 28   |
| Contrasta            | Kontrasta                                 | 79   | 71   | 64   | 57   | 55   |
| San Vicente de Arana | San Vicente de Arana/ Done Bikendi Harana | 134  | 125  | 124  | 105  | 95   |
| Ullíbarri-Arana      | Ullíbarri-Arana/ Uribarri-Harana          | 83   | 86   | 68   | 49   | 43   |

El Ayuntamiento se ubica en el pueblo de Alda, que ejerce por tanto la capitalidad, a pesar de tratarse del concejo menos poblado de los cuatro.